# Eusphalerum lindbergi
Eusphalerum lindbergi é uma espécie de insetos coleópteros polífagos pertencente à família Staphylinidae.
A autoridade científica da espécie é Bernhauer, tendo sido descrita no ano de 1931.
Trata-se de uma espécie presente no território português.